# Vickers Vespa
Vickers Vespa — британський літак-біплан, що розроблявся спільно з британською армією та випускався компанією Vickers Limited в 1920—1930-х роках. Хоча літак не був прийнятий на озброєння британських Королівських повітряних сил, ці літаки були придбані Ірландією і Болівією, остання активно використовувала їх протягом Чакської війни. Один з модифікованих літаків цього типу досяг світового рекорду висоти польоту 13407 м у вересні 1932 року.